# Zilla diodia
Espèce
Synonymes
- Aranea diodia Walckenaer, 1802
- Epeira obscura Wider, 1834
- Zilla albimacula C. L. Koch, 1834
- Aranea diodia embrikstrandi Kolosváry, 1938

Zilla diodia, la Diodie tête de mort, est une espèce d'araignées aranéomorphes de la famille des  Araneidae.

## Distribution
Cette espèce se rencontre en Europe jusqu'en Sibérie occidentale, en Afrique du Nord, en Turquie et en Iran.
Elle est présente partout en France y compris en Corse à de faibles densités, ou elle est l'unique représentante du genre Zilla.

## Habitat
La femelle tisse sa toile dans la végétation des haies, buissons, branches basses des arbres et aussi dans la végétation herbacée où elle est commune dans les jardins. Elle est surtout présente le long des lisières forestières et dans les fourrés.

## Description
Les mâles mesurent de 2,5 à 3,0 mm et les femelles de 3,5 à 5,1 mm

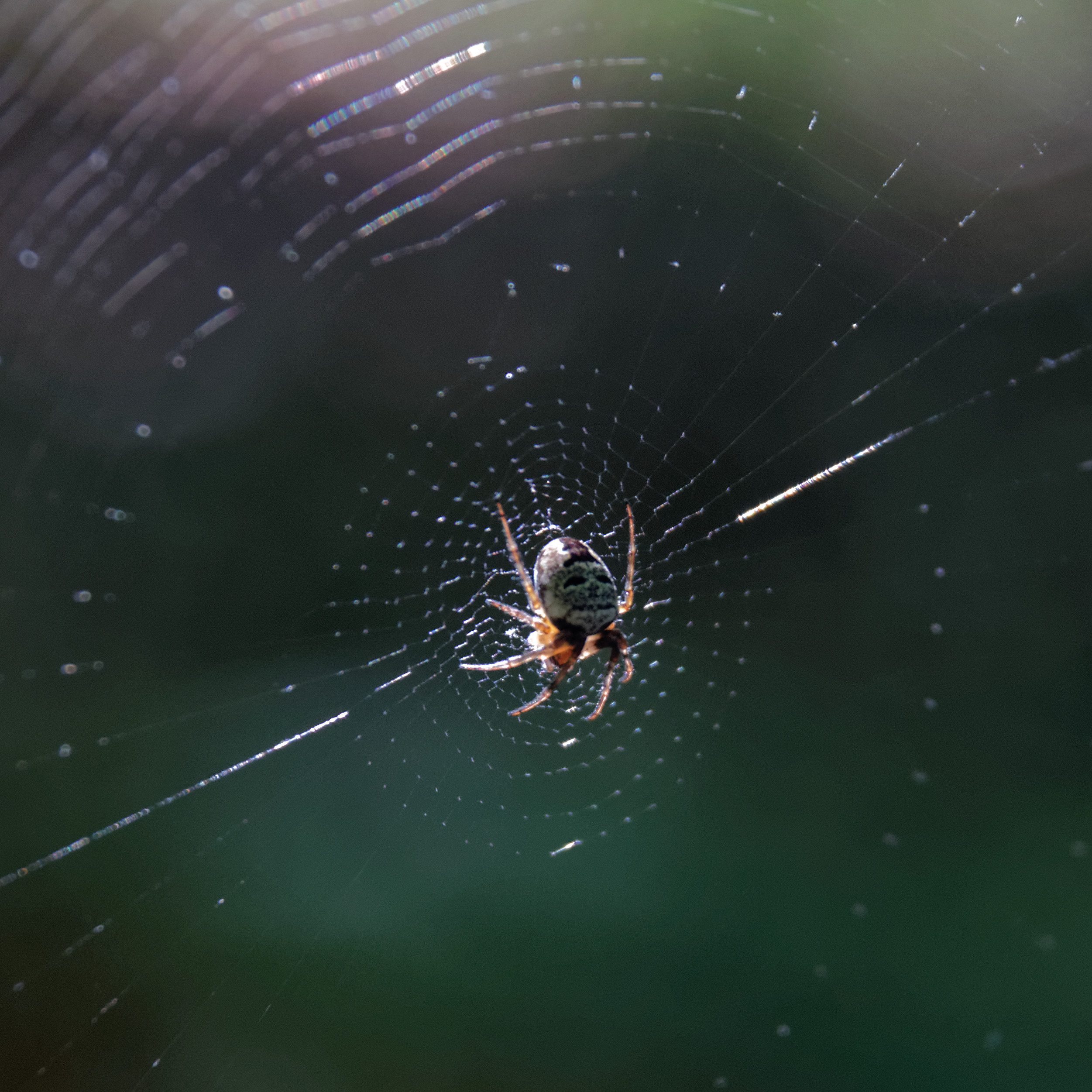
Zilla diodia

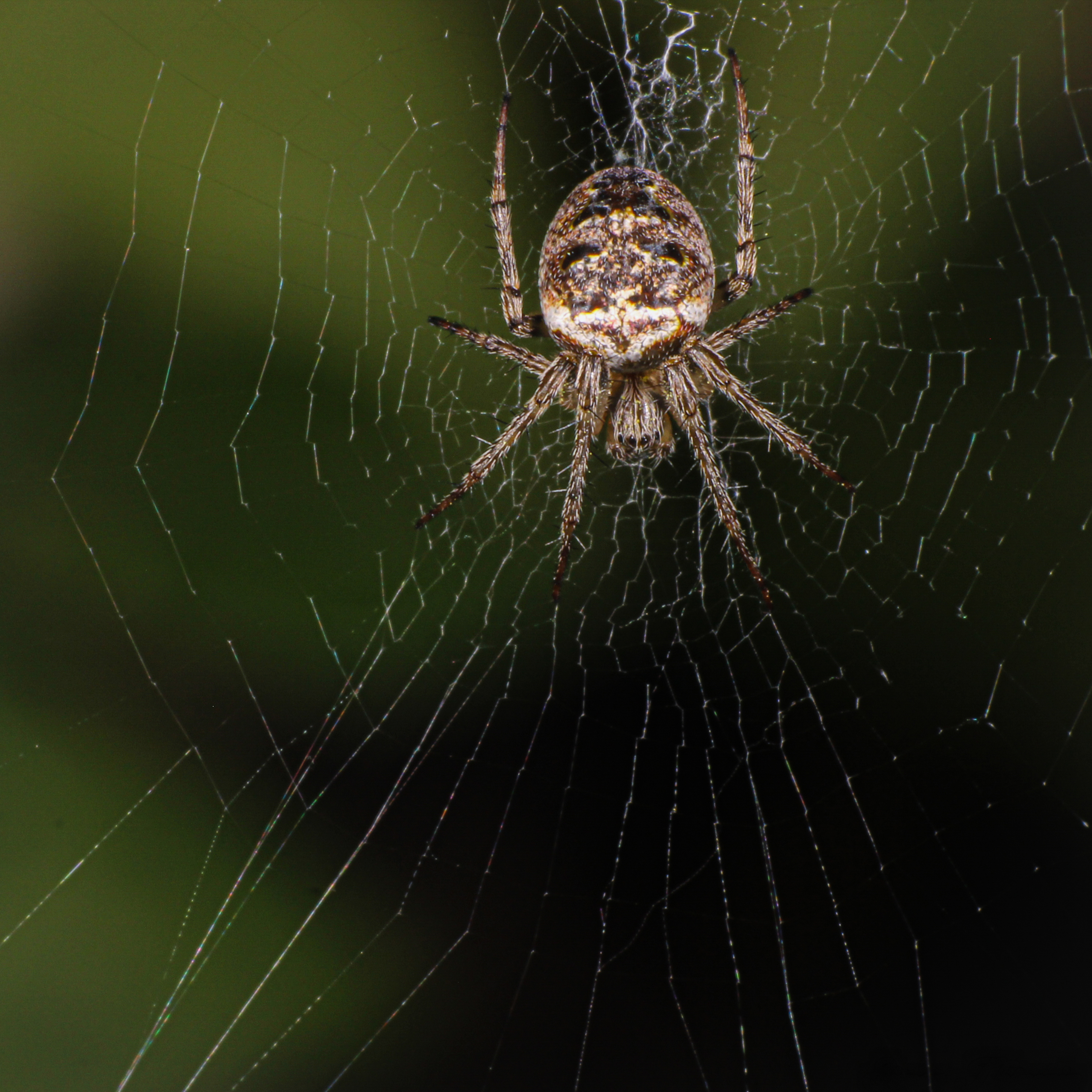
Zilla diodia ♀

Le dessin abdominal est caractéristique chez cette espèce, il présente deux taches noires suivies d'un triangle sombre et une tache médiane claire, le tout sur un fond brunâtre. Ce dessin évoque plus ou moins l'aspect d'une tête de mort d'où son nom vernaculaire.

## Comportement
Elle tisse une toile assez grande comparée à sa taille. Elle se tient en journée au centre de sa toile très dense, comportant un grand nombre de spires (plus de 50).
Elle ne construit pas d'abri et la ponte a lieu en été.
Les adultes sont présents d'avril à août et les jeunes apparaissent dès la fin de l'été.

## Systématique et taxinomie
Cette espèce a été décrite sous le protonyme Aranea diodia par Walckenaer en 1802. Elle est placée dans le genre Zilla par Simon en 1929.

## Publication originale
- Walckenaer, 1802 : Faune parisienne, Insectes. ou Histoire abrégée des insectes des environs de Paris. Paris, vol. 2, p. 187-250 (texte intégral).